# Harriet Martineauová
Harriet Martineauová (12. června 1802, Norwich – 27. června 1876, Ambleside) byla anglická spisovatelka a politická ekonomka, často označovaná za první socioložku v historii.
Narodila se v rodině hugenotských exulantů z Francie. Byla představitelkou strany whigů. Napsala řadu textů z oblasti sociologie, filozofie, historie, náboženství. Specifickou roli v jejím díle tvoří texty o ženské sexuální identitě, které z ní činí předchůdkyni feminismu a gender studies. Několik knih věnovala Spojeným státům americkým, které procestovala v letech 1834-36 (Society in America, The Martyr Age, History of the American Compromises). Psala i knihy pro děti. Byla rovněž překladatelkou knih Augusta Comta do angličtiny.

## Život
Harriet Martineauová se narodila 12. června 1802 jako šesté dítě z osmi. Byla potomkem francouzských hugenotů. Její rodiče byli unitáři a podporovali vzdělávání dívek. Tím se jí i jejím dostalo sestrám podobnému vzdělání jako jejich bratrům. Když byli ale bratři posláni na univerzitu, dívky zůstaly doma. To se Harriet zdálo velmi nespravedlivé, a tak roku 1823 zveřejnila anonymní článek s titulkem On Female Education do unitářského časopisu Monthly Repository.
Po smrti jejího otce se přestěhovala do Londýna, kde pracovala v časopise Monthly Repository pod vedením redaktora Williama Foxe. Během pobytu v Londýně začala také psát náboženské knihy, jako Devotional Exercises for the Use of Young Persons (1826) a Addresses fir the Use of Families (1826). Následně se rozhodla psát knihy ohledně politiky a ekonomiky srozumitelné pro obyčejného čtenáře. Její kniha Illustrations of Political Economy (1832) byla velmi úspěšná a přinesla ji finanční nezávislost. Tuto knihu následoval další bestseller s názvem Poor Laws and Paupers Illustrated (1834).
Nedlouho poté se rozhodla strávit následující dva roky cestováním v USA. Po návratu vydala knihu Society in America (1837). V této knize zkritizovala selhání demokratických zásad v USA, hlavně se zaměřila na chování k ženám. Tvrdila, že je s ženami zacházeno jako s otroky a že by jejich jediný cíl v životě neměla být svatba.
Roku 1845 se přestěhovala do Jezerní oblasti, kde si postavila dům nedaleko města Ambleside.
V roce 1852 začala pracovat pro noviny Daily News. Během následujících šestnácti let zde napsala přes 1600 článků. Mezitím psala články o zaměstnanosti žen do čtvrtletníku Edinburgh Review a o státním vzdělání pro dívky do časopisu Cornhill Magazine. Společně s Elizabeth Garret Anderson, Emily Davies, Dorothea Beale and Francis Mary Buss představili roku 1866 petici žádající po vládě, aby mohly ženy volit. Také v této době psala články ohledně zaměstnávání žen v lékařství.
Počínaje rokem 1869 se zaměřila na psaní článků kritizujících The Contagious Diseases Acts, což byly zákony, které umožňovaly policii zatknout prostitutky a přinutit je podstoupit test na pohlavní choroby. Martineauové se nelíbilo, že se tyto zákony vztahovaly jen na ženy.
Harriet Martineauová trpěla odjakživa špatným zdravím. Mezi lety 1839 a 1844 byla nucena žít jako úplný invalida. Ačkoli se zotavila, během 70. let 19. století se přestala zúčastňovat demonstrací, na které předtím chodila. Přesto však psala články až do své smrti na bronchitidu 27. června 1876.

## Sociologie
Harriet Martineauová bývá považována za první socioložku. Sepsala první systematické metodologické pojednání o sociologii a přeložila dílo Augusta Compte Kurz pozitivní filozofie do angličtiny, čímž výrazně přispěla k rozšíření sociologie jako vědního oboru do Spojených států amerických. Sociologií se zabývala zejména z teoretické stánky. Ve svých dílech klade důraz na metodiku a analytický přístup, díky čemuž jsou tyto díla užitečným pramenem pro zkoumání tehdejší společnosti.
Jedním z jejích nejznámějších děl je Society in America, v němž se zaměřila na rozdíl mezi hodnotami, ke kterým se tehdejší Americká společnost hlásila, a skutečnými vzorci chování této společnosti. Danými hodnotami je myšlena zejména demokracie, spravedlnost, rovnost a svoboda.
V díle How to Observe Morals and Manners se jako první socioložka zabývá Sociologií systematicky. Nastiňuje studie hlavních sociálních institucí, jako náboženství, vzdělání, rodiny, ekonomiky, vězení nebo vlády. Toto dílo také poskytlo základy dalšímu rozvoji sociologie. Harriet Martineauová zkoumala sociální třídy, formy náboženství či typy sebevražd před příchodem osobností jako Karel Marx či Émile Durkheim.

### Víra
Harriet Martineauová životem provázely myšlenky unitářství, někdy bývá považována za ateistku. Uznávala Zákon tří stádií společnosti Augusta Compta a skrze své publikace usilovala a přerod z metafyzického stádia do stádia pozitivního. Ve svých dílech se podrobně zabývala náboženstvím. Kladla důraz na svobodu volby, důrazně tedy odmítala pronásledování a diskriminaci na základě jiného náboženského vyznání.

### Feminismus
Harriet Martineauová svým díle významně přispěla k myšlenkám feminismu. Popisovala život ženy v patriarchální společnosti a bojovala za práva žen. Apelovala na to, aby se ženy více angažovaly v ekonomice či vědě.

### Teorie sympatie a změny v demokracii Spojených států amerických
Při svých cestách po Spojených státech amerických, Harriet Martineauová napsala knihu Society in America, ve které představuje možnosti, kterými by společnost mohla dosáhnout změn v demokratickém systému té doby. Jejím předchůdcem v této teorii byl Alexis de Tockqueville, který shromáždil své myšlenky v knize Democracy in America.
Již v díle How to observe vytvořila teorii sympatie, ve které představuje, jak je důležité pokusit se přijmout myšlenky lidí kolem nás. Při konverzaci nebo při poslechu projevu bychom měli být otevřeni kulturní diverzitě a měli bychom použít právě sympatii k tomu, abychom pochopili rozdíly mezi námi a dalšími jednotlivci/skupinami.
Kniha How to observe slouží jako podklad pro knihu Society in America, v té Harriet Martineauová převádí svoji teorii sympatie do praxe. Čtenáře v ní přesvědčuje, aby projevili sympatii při jednání s ostatními a aby k takovému chování naváděli i ostatní. Tímto způsobem lze dle Martineauové dosáhnout změny ve společnosti.
Pro zdůraznění závažnosti témat jako je otroctví, kulturní diverzita a genderová nerovnost je použita v knize pro vyprávění první osoba.

### Další myšlenky
Ve svém díle se zabývá mnohými dalšími tématy, například vzděláním, zdravotnictvím, historií, legislativou, filozofií nebo politickou ekonomií.
Její přínos a dílo byly v její době opomíjeny, ač se Harriet svojí významností mohla rovnat svým mužským kolegům. Souviselo to patriarchálním charakterem tehdejší společnosti. Ve 20. století se stala nemoderní kvůli svým myšlenkám ekonomického liberalismu.
Věřila, že cesta k rozvoji společnosti vede skrze vzdělávání. Právě svými knihami a články se snažila a vzdělat či informovat čtenáře a přispět tak k liberalizaci a aktivizaci společnosti.

## Dílo
- Illustrations of taxation (5 svazků, 1834)
- Illustrations of Political Economy (9 svazků, 1834) – v krátkých didaktických příbězích jsou popsány základy politické ekonomie a fungování obchodu
- Society in America (3 svazky, 1837) – sepsáno během cest po Spojených státech amerických. Porovnává sociální vzory tehdejší společnosti s morálními zásadami, ke kterým se Američani hlásili[8]
- Retrospect of Western Travel (1838)
- How to Observe Morals and Manners (1838) – jako první socioložka v této knize popisuje metody empirického výzkumu
- Deerbrook (1839)
- The Playfellow (1841)
- Life in the Sickroom (1844)
- The Billow and the Rock (1846)
- Household Education (1848)
- Eastern Life. Present and Past (3 svazky, 1848)
- Harriet Martineau's Autobiography, editováno Marií Weston Chapman. Obsahuje také Memorials of Harriet Martineau, od M. W. Chapman (2 svazky, 1877) – hlavní zdroj informací o jejím životě
- A Complete Guide to the English Lakes (1858)- popisy Lake districtu, ve kterém prožila závěr svého života

Překladatelská činnost:
- Atkinson Henry George, Martineau Harriet: Letters on the Laws of Man's Nature and Development (1851)
- Comte August: The Positive Philosophy of Auguste Comte, přeloženo Harriet Marineauovou (2 svazky, 1853) – překlad Comtovy pozitivistické filozofie do anglického jazyka. Tímto překladem rozšířila povědomí o pozitivismu do USA.